# Invaders Must Die
Invaders Must Die —en español: Los invasores deben morir— es el quinto álbum de estudio de la banda electrónica The Prodigy. Fue lanzado durante febrero y marzo de 2008 con la nueva discográfica independiente Take Me to the Hospital. El álbum fue distribuido por Cooking Vinyl. Es el primer álbum de estudio lanzado por la banda desde Always Outnumbered, Never Outgunned y es el primer álbum de Prodigy que incluye a los tres miembros de la banda desde The Fat of the Land de 1997.
El 21 de octubre de 2009, el álbum fue expandido en 2 CD y un DVD, en la página de la banda. La edición deluxe incluye remixes del mismo álbum, una carátula diferente, y un DVD con videos musicales y performances en vivo. La versión mp3 de una pista de la edición especial del álbum está disponible sólo para descarga digital en la página. Además, el sencillo en remix, llamado "Invaders Must Die (Liam H Re-Amped version)", fue lanzado el 30 de noviembre de 2009. La edición especial fue lanzada el 11 de noviembre de 2009.

## Lista de canciones

### Edición estándar
| N.º | Título                    | Escritor(es)                                                             | Samples o elementos                                                                    | Duración |  |
| 1.  | «Invaders Must Die»       | Liam Howlett, Nick Halkes                                                |                                                                                        | 4:55     |  |
| 2.  | «Omen»                    | Howlett, Tim Hutton, Maxim Reality                                       |                                                                                        | 3:36     |  |
| 3.  | «Thunder»                 | Howlett, Hutton, Trevor Joe                                              | "Ethiopian Peace Song" de Trevor Joe                                                   | 4:08     |  |
| 4.  | «Colours»                 | Howlett, Keith Flint, John Fortis                                        |                                                                                        | 3:27     |  |
| 5.  | «Take Me to the Hospital» | Howlett, Flint, Jari Salo, Paul Malmström                                | "Salami Fever" de Pepe Deluxé y "Ragamuffin Duo Take Charge" de Asher D & Daddy Freddy | 3:39     |  |
| 6.  | «Warrior's Dance»         | Howlett, Bridget Grace, Jeff Mills, Anthony Srock                        | "Take Me Away" de True Faith y "Final Cut" de Bridgette Grace                          | 5:12     |  |
| 7.  | «Run with the Wolves»     | Howlett, Flint                                                           | "So Refined" de Senser.                                                                | 4:24     |  |
| 8.  | «Omen Reprise»            | Howlett, Flint                                                           |                                                                                        | 2:14     |  |
| 9.  | «World's on Fire»         | Howlett, Reality, Marcos Vicente Salon, Kim Deal                         | "I Just Wanna Get Along" de The Breeders y "Vamp" de Outlander.                        | 4:50     |  |
| 10. | «Piranha»                 | Howlett, Scrapper, Reality, Billy Childish, Rajesh Roshan, Sameer Anjaan | "Troubled Mind" de The Buff Medways y 'Sara Zamana' de Kishore Kumar and Chorus.       | 4:05     |  |
| 11. | «Stand Up»                | Howlett, Manfred Mann, Peter Thomas                                      | "One Way Glass" de Manfred Mann's Earth Band.                                          | 5:30     |  |

### Edición especial
| Disco 1 |                                    |          |  |
| N.º     | Título                             | Duración |  |
| 1.      | «The Big Gundown»                  | 4:20     |  |
| 2.      | «Wild West»                        | 4:15     |  |
| 3.      | «Omen» (Live at Rock Am Ring 2009) | 4:12     |  |

| Disco 2 |                                                                |          |  |
| N.º     | Título                                                         | Duración |  |
| 1.      | «Invaders Must Die» (Liam H Re-Amped version)                  | 2:59     |  |
| 2.      | «Invaders Must Die» (Chase & Status Remix)                     | 5:10     |  |
| 3.      | «Omen» (NOISIA Remix)                                          | 6:20     |  |
| 4.      | «Omen» (Hervé’s End Of The World Remix)                        | 5:24     |  |
| 5.      | «Warrior’s Dance» (Future Funk Squad’s ‘Rave Soldier’ Mix)     | 5:33     |  |
| 6.      | «Warrior’s Dance» (Benga Remix)                                | 4:45     |  |
| 7.      | «Warrior’s Dance» (South Central Remix)                        | 5:42     |  |
| 8.      | «Take Me to the Hospital» (Rusko Remix)                        | 4:24     |  |
| 9.      | «Take Me to the Hospital» (Sub Focus Remix)                    | 4:33     |  |
| 10.     | «Take Me to the Hospital» (Josh Homme & Liam H’s Wreckage Mix) | 4:10     |  |
| 11.     | «Take Me to the Hospital» (Loser's Middlesex A&E Remix)        | 5:47     |  |
| 12.     | «Invaders Must Die» (Yuksek Remix)                             | 5:03     |  |
| 13.     | «Thunder» (Bang Gang Remix)                                    | 5:48     |  |

Edición especial en DVD
1. "Invaders Must Die" (Video)
2. "Omen" (Video)
3. "Warrior's Dance" (Video)
4. "Take Me to the Hospital" (Video)
5. "World's on Fire" (Live video)
6. "Warrior’s Dance" (Live video)
7. "Run" (Live video)
8. "Take Me to the Hospital"(Big Day Out Australia 2009)"

### Pistas adicionales en iTunes
1. "Invaders Must Die (Chase and Status Remix)" – 5:09
2. "Omen (editado)" – 3:14
3. "Track by Track Talk Through" – 16:44

### Lost Beats EP (disco adicional)
1. "The Big Gundown" – 4:21
2. "Black Smoke" – 3:26
3. "Wild West" – 4:15
4. "Fighter Beat" – 3:32

### DVD adicional
1. "Invaders Must Die" (video)
2. "Omen" (video)
3. "World's on Fire" (live video)
4. "Warrior's Dance" (live video)

## Posición en listas
| Gráfico de Álbumes (2009)                | Mejor posición |
| ---------------------------------------- | -------------- |
| Alemania                                 | 3              |
| Australian ARIA Albums Chart, Australia  | 3              |
| Bélgica (Flandes)[cita requerida]        | 4              |
| Suomen virallinen lista, Finlandia       | 9              |
| Francia                                  | 22             |
| Irish Albums Chart, Irlanda              | 3              |
| VG-Lista, Noruega                        | 10             |
| Top 100 P. Bajos                         | 3              |
| OLIS, Polonia                            | 3              |
| UK Albums Chart, R.Unido                 | 1              |
| IFPI, R.Checa                            | 23             |
| Rusia                                    | 2              |
| Suecia [cita requerida]                  | 23             |
| Schweizer Hitparade, Suiza               | 1              |
| EE. UU. Billboard Top Independent Albums | 3              |
| EE. UU. Billboard Top Rock Albums        | 21             |
| EE. UU. Billboard Electronic Album Chart | 3              |
| EE. UU. Billboard 200                    | 58             |

| País        | Certificaciones (cálculos de ventas) | Ventas  |
| ----------- | ------------------------------------ | ------- |
| Alemania    | Oro                                  | 100 000 |
| Reino Unido | Doble Platino                        | 600 000 |
| Australia   | Oro                                  | 35 000  |
| Suiza       | Oro                                  | 15 000  |
| Polonia     | Oro                                  | 10 000  |

## Curiosidades
- El tema "Run With The Wolves" se encuentra en la banda sonora oficial del videojuego de simulación de carreras, Need for Speed: Shift.
- El tema "Invaders Must Die" se encuentra en la banda sonora oficial del juego de carreras, Wipeout 2048.
- El tema "Stand Up" es ocupado por el noticiero televisivo y en línea chileno "Demasiado Tarde" (CNN Chile), conducido por Nicolás Copano. Además forma parte de la banda sonora de la película Kick Ass.
- El tema "Invaders Must Die" es usado en una versión modificada en el controvertido juego Grezzo Due.